# Amandine Henry
Amandine Chantal Henry (Lille, 28 de setembro de 1989) é uma futebolista profissional francesa que atua como volante.

## Carreira
Amandine Henry fez parte do elenco da Seleção Francesa de Futebol Feminino, nas Olimpíadas de 2016.